# Devendra Banhart
Devendra Obi Banhart (Houston, 30 maggio 1981) è un cantautore statunitense.
La musica di Banhart è stata classificata come indie rock, indie folk, psych folk, avant folk, Naturalismo e New Weird America; i suoi testi sono spesso surreali e “naturalistici”. Dopo il divorzio dei genitori si trasferisce con la madre a Caracas, in Venezuela, dove trascorre la sua infanzia. In seguito al secondo matrimonio della madre, si sposta a San Francisco. Qua si iscrive all'Istituto d'Arte e coltiva la sua passione per il disegno e la pittura, e successivamente inizia a suonare in alcuni locali. Residente a Los Angeles, oltre alla carriera da solista, Devendra è anche membro del gruppo musicale Vetiver.

## Biografia
Devendra è stato “scoperto” in un locale di Los Angeles da Michael Gira degli Swans, il quale nel 2002 ha prodotto il suo primo album Oh Me Oh My… ed alcuni successivi album con l'etichetta Young God Records da lui fondata.
Nel 2004 incide i due album gemelli Nino Rojo e Rejoicing in the hands, sempre per la Young God Records, caratterizzati da ballate con chitarra acustica che accompagna la voce vibrante di Devendra. Il 2005 è l'anno di Cripple Crow, che, rispetto ai precedenti, presenta una maggiore ricchezza di arrangiamenti.
Nell'autunno del 2007 esce Smokey Rolls Down Thunder Canyon. Il successivo tour di Devendra l'ha visto esibirsi con l'intera band che comprende nella formazione Andy Cabic (Vetiver), Otto Hauser (Currituck Co., Espers, Nick Castro), Kevin Barker (Currituck Co.), Noah Georgeson, Luckey Remington, Pete Newsom. La band è solita cambiare nome ogni volta che ne viene proposto uno nuovo: Fried Hummingbird, Hairy Fairy Band, Hairy Fairy and First Woman Millionaire, Las Putas Locas, Stoner Boner, Bummer Hummer, Longing For Boner, Bathhouse Of The Winds. Dal 1º settembre 2007, durante la tournée negli Stati Uniti, si sono chiamati Spiritual Boner, Brain Taint, Celestial Pesto, Octopus Attack, The Fat Boys, Sorry, we're not Pancakes e in seguito Sorry, we're pancakes.
Devendra ha collaborato con diversi artisti quali Antony and the Johnsons, CocoRosie, Vashti Bunyan, ed insieme a loro compare nel documentario The Eternal Children del regista olandese David Kleijwegt. È stato il primo artista a contribuire con un suo disegno allo Yellow Bird Project, e la sua canzone There's Always Something Happening è compresa in una compilation di beneficenza per l'organizzazione statunitense no-profit FINCA (insieme a Natalie Portman su I-Tunes). Una collezione di opere d'arte originali di Devendra è esposta da febbraio 2007 al MOMA di San Francisco al fianco del lavoro del grande pittore svizzero Paul Klee. La mostra è intitolata Abstract Rhytms. In passato ha avuto una relazione con l'attrice Natalie Portman. Singolare la sua risposta del 23 dicembre 2010 alla rivista Vanity Fair in merito alla domanda su cosa gli piacesse della musica italiana: "In Italia avete una tradizione folk magnifica, ad Andrea Bocelli preferisco Matteo Salvatore".

## Discografia
- 2002 - The Charles C. Leary (Hinah)
- 2002 - Oh Me Oh My... The Way the Day Goes By the Sun Is Setting Dogs Are Dreaming Lovesongs of the Christmas Spirit (Young God)
- 2003 - The Black Babies (UK EP) (Young God)
- 2004 - Rejoicing in the Hands (Young God)
- 2004 - Niño Rojo (Young God)
- 2005 - Cripple Crow (XL Recordings)
- 2007 - Smokey Rolls Down Thunder Canyon (XL Recordings)
- 2009 - What Will We Be (Warner)
- 2013 - Mala
- 2016 - Ape In Pink Marble
- 2019 - Ma
- 2023 - Flying Wig

## Collaborazioni
- "Rejoicing In The Hands" con Vashti Bunyan su The Golden Apples of the Sun;
- La canzone di beneficenza per l'UNICEF con vari artisti per il progetto "Do They Know It's Hallowe'en?" (2005).
- "Spiralling" con Antony and the Johnsons su I Am a Bird Now (2005).
- "The Black Swan" con Bert Jansch (2006)
- Il secondo progetto "Water Piece" con Yoko Ono.
- Il brano "The Century Trilogy III: The Fall" con Tarantula AD
- Il brano "Rosa" sull'album "Smokey Rolls Down Thunder Canyon", con Rodrigo Amarante dei Los Hermanos.